# Henry Berry
Henry Berry (ur. 8 stycznia 1883 w Gloucester, zm. 9 maja 1915 w Festubert) – angielski żołnierz i rugbysta, reprezentant kraju.

## Życiorys
Był jednym z dziewięciorga rodzeństwa – czterech braci i pięciu sióstr. Edukację zakończył w wieku czternastu lat, a dwa lata później zaciągnął się do Gloucestershire Regiment. Będąc za młody do wzięcia udziału w działaniach bojowych w czasie wojny burskiej został w 1900 roku oddelegowany na Wyspę Świętej Heleny do służby więziennej. W marcu 1902 roku został przeniesiony do Południowej Afryki, w tym okresie otrzymał Queen’s South Africa Medal z dwiema klamrami: Cape Colony i Orange Free State. Służył następnie na Cejlonie i w Indiach, a po przejściu malarii powrócił w 1909 roku do Wielkiej Brytanii i przeszedł do rezerwy.
Podczas służby w Indiach był kapitanem niepokonanego przez pięć lat kompanijnego zespołu rugby. W kraju w trakcie kariery sportowej – początkowo jako skrzydłowy, następnie w formacji młyna – reprezentował klub Gloucester RFC, dla którego w ciągu sześciu sezonów rozegrał 135 meczów zdobywając 24 przyłożenia, oraz dziewięć razy reprezentował hrabstwo Gloucestershire, w tym w zwycięskim finale mistrzostw angielskich hrabstw. Dla angielskiej reprezentacji w zakończonym triumfem Pucharze Pięciu Narodów 1910 zagrał we wszystkich czterech spotkaniach zdobywając dwa przyłożenia.
W 1910 roku poślubił Beatrice Evelyn Arnold, z którą miał dwójkę dzieci – Henry'ego i Phyllis. Wraz z małżonką prowadził puby w rodzinnym mieście. Zmobilizowany po wybuchu I wojny światowej, początkowo do służby wartowniczej w Woolwich. Skierowany został następnie na front zachodni, zginął podczas II bitwy pod Artois.